# Puig Molto
Puig Molto är en bergstopp i Spanien.   Den ligger i provinsen Província de Tarragona och regionen Katalonien, i den östra delen av landet, 400 km öster om huvudstaden Madrid. Toppen på Puig Molto är 188 meter över havet.
Terrängen runt Puig Molto är kuperad åt nordväst, men åt sydost är den platt. Havet är nära Puig Molto åt sydost.  Närmaste större samhälle är Deltebre, 16,5 km söder om Puig Molto. Omgivningarna runt Puig Molto är i huvudsak ett öppet busklandskap.